# Aldealices
Aldealices est une ville de la Province de Soria, en Castille-et-León, en Espagne.